# Siamoporus
Siamoporus is een geslacht van kevers uit de familie  waterroofkevers (Dytiscidae).
Het geslacht is voor het eerst wetenschappelijk beschreven in 1996 door Spangler.

## Soorten
Het geslacht omvat de volgende soort:
- Siamoporus deharvengi Spangler, 1996